# Pacific Rim - La rivolta
Pacific Rim - La rivolta (Pacific Rim: Uprising) è un film del 2018 co-scritto e diretto da Steven S. DeKnight.
La pellicola è il sequel di Pacific Rim (2013).

## Trama
Dieci anni dopo la battaglia che ha causato la chiusura della breccia la ricostruzione del mondo è ancora incompleta. Da un lato alcune città si sono riprese e prosperano, ma molte altre, in primis quelle direttamente colpite dagli attacchi dei Kaijū, si trovano ancora in gravissime crisi. Fra queste città vi è Los Angeles: qui Jake Pentecost (figlio dell'eroe di guerra Stacker Pentecost) vive in ville abbandonate sulla costa rubando rottami di Jaeger da rivendere al mercato nero in cambio di beni primari.
Un giorno l'uomo si ritrova a inseguire la teenager Amara Namani all'interno del covo di quest'ultima, dove si trova un piccolo Jaeger da lei assemblato con pezzi rubati e ribattezzato "Scrapper", che può essere pilotato da una sola persona: i due vengono però scoperti ed arrestati dal gigante November Ajax del Pan-Pacific Defense Corps. Jake viene così contattato dalla sorella adottiva e membro del consiglio della PPDC Mako Mori, la quale gli impone di riarruolarsi nel programma come ranger istruttore, mentre Amara viene integrata come cadetto grazie alle sue capacità costruttive e all'eccellente abilità di pilota dimostrata durante il suo tentativo di fuga.
Nel frattempo la Shao Corporation si prepara a lanciare una serie di droni Jaeger pilotabili da remoto, il cui scopo è quello di minimizzare il tempo di intercettazione dei Kaiju in caso di attacco. Mori, timorosa di possibili vulnerabilità del sistema da parte di attacchi informatici, intende non appoggiare il progetto, il quale per essere attivato necessita del sostegno unanime dei membri del consiglio. La votazione viene organizzata a Sydney sotto la protezione dello Jaeger Gipsy Avenger pilotato da Jake e Nathan "Nate" Lambert, pilota con cui ha un rapporto conflittuale.
Mentre l'elicottero con a bordo Mako Mori si avvicina dalle acque della baia emerge uno Jaeger illegale (che verrà ribattezzato Obsidian Fury) dotato di capacità combattive superiori a quelle di Gipsy Avenger. L'attacco di Obsidian Fury provoca numerose morti, fra cui quella della stessa Mori, e l'arrivo di altri Jaeger obbliga l'aggressore alla fuga. Grazie a dei dati inviati da Mori prima di morire lo scienziato e matematico Hermann Gottlieb scopre un indizio che conduce a una vecchia struttura del programma Jaeger situata in Siberia e teoricamente abbandonata. Jake e Nate, recatisi sul luogo con il Gipsy, si battono nuovamente con Obsidian Fury, riuscendo a sconfiggerlo e scoprendo che al posto dei piloti esso ha un cervello Kaiju. La macchina viene riportata alla base operativa e qui Amara decide di intrufolarvisi per curiosare, ma viene scoperta e espulsa, rivelando tuttavia a Jake cosa ha scoperto: i componenti della macchina sono prodotti dalla Shao Corporation.
La scoperta allarma Jake, Nate e Gottlieb, i quali chiedono al dottor Newton Geiszler, ex collega di Gottlieb durante la guerra e ora dipendente di alto livello della società, di indagare. I droni vengono approvati, ma mentre sorvolano alcune baie di stoccaggio essi si attivano automaticamente, trasformandosi in ibridi Kaiju e Jaeger che attaccano le basi,  distruggendole e uccidendo staff e piloti. Si scopre che dietro a tale evento vi è Geiszler, il quale, a seguito delle sue connessioni con cervelli di Kaiju (da lui conservati nei dieci anni intercorsi tra la fine della guerra e il presente), ha subito un contagio mentale ed è ora sotto il controllo dei "Precursori", gli alieni creatori dei Kaiju. I droni aprono decine di brecce lungo tutta la costa del Pacifico, ma vengono fermati e fatti autodistruggere da Shao Liwen, proprietaria della Shao Corporation. Lo scienziato, ormai sotto il totale controllo del nemico, riesce però a fuggire.
Le brecce collassano uccidendo i Kaiju prima che escano del tutto da esse, ma tre sono riusciti a uscire e si dirigono verso il Fuji: Gottlieb rivela che la montagna contiene infatti delle sostanze che, se combinate con il sangue di Kaiju, causerebbero una reazione esplosiva di tale portata da attivare l'intera Cintura di fuoco, causando così una terraformazione del pianeta che lo renderebbe adatto ai Precursori. Jake, il resto della base e della Shao, sotto la supervisione di Amara e alla sua capacità di usare ogni tipo di componente per costruire Jaeger, riparano  il Gipsy e altri tre robot (Saber Athena, Guardian Bravo e Bracer Phoenix) che saranno pilotati da Jake, Amara, Nate e il resto dei cadetti a causa della mancanza di piloti. Per non perdere altro tempo prezioso sui quattro Jaeger vengono implementati dei razzi alimentati con il sangue Kaiju creati da Gottlieb. I quattro vengono infine inviati velocemente a Tokyo per intercettare i tre mostri: lo scontro è brutale e vede inizialmente i robot in vantaggio, ma Newton interviene, utilizzando da remoto alcune macchine automatizzate della Shao al fine di unire le tre bestie in un unico super Kaiju che sconfigge facilmente tutti gli Jaeger. Tre vengono gravemente danneggiati, ma tutti i cadetti, tranne Suresh, riescono fortunatamente a salvarsi. Nate resta intanto ferito e il Gipsy è impossibilitato a muoversi, mentre il mostro  prosegue verso la montagna.
Amara prende quindi il posto di Nate e, al fine di sconfiggerlo, Jake decide di utilizzare il combustibile residuo di uno dei razzi per sollevare il Gipsy nella stratosfera e farlo schiantare contro il Kaiju come una meteora. Grazie a Shao, arrivata con Scrapper, da lei potenziato in precedenza, saldano un razzo al Gipsy, che lo fa alzare in cielo, e salva i suoi due piloti prima dello schianto, essendoci rimasto attaccato per sbaglio. Il piano ha successo: l'immenso Kaiju viene distrutto e Geiszler viene catturato da Nate prima di riuscire ad avviare un fantomatico piano B.
Geiszler, imprigionato e legato, minaccia l'umanità affermando che i suoi padroni presto ritorneranno, ma Jake lo esorta a dire ai Precursori nella sua testa che stavolta saranno gli umani ad andare a stanare loro.

## Produzione
Il film era precedentemente noto con il titolo Pacific Rim 2 e Pacific Rim: Maelstrom.
Nel febbraio del 2016 fu annunciato che il regista sarebbe stato Steven S. DeKnight e che nel cast avrebbero figurato John Boyega e Scott Eastwood.

### Riprese
Le riprese del film sono iniziate il 9 novembre 2016 in Australia, proseguite dall'8 marzo 2017 in Cina e sono terminate il 30 marzo seguente.
Il budget del film è stato di 150 milioni di dollari.

## Promozione
Il primo teaser trailer del film viene diffuso il 20 luglio 2017 al San Diego Comic-Con International, mentre il primo poster viene diffuso il 26 settembre dello stesso anno. Il trailer esteso viene diffuso il 6 ottobre 2017.

## Distribuzione
La pellicola, inizialmente programmata per il 23 febbraio 2018, è stata distribuita nelle sale cinematografiche statunitensi a partire dal 23 marzo 2018 in 3D, IMAX ed IMAX 3D, mentre in quelle italiane dal 22 marzo.

## Accoglienza

### Incassi
Nel primo weekend di programmazione, il film si posiziona al primo posto sia nel botteghino americano (con 28 milioni di dollari), che in quello italiano (incassando 1,1 milioni di Euro).
A fine corsa il film ha incassato 59,8 milioni di dollari nel Nord America e 231 nel resto del mondo, per un totale di 290,9 milioni di dollari.

### Critica
Sull'aggregatore Rotten Tomatoes il film riceve il 42% delle recensioni professionali positive con un voto medio di 5,00 su 10 basato su 264 recensioni. Su Metacritic ottiene un punteggio di 44 su 100 basato su 45 recensioni.
Il film è stato criticato negativamente per la storia, il ritmo, e i nuovi personaggi stereotipati, anche se ha ricevuto alcuni elogi per gli effetti visivi e le interpretazioni di Boyega, Eastwood e Spaeny. Richard Roeper del Chicago Sun-Times ha assegnato al film 2 stelle su 4, paragonandolo ad "un glorificato B-movie senza nulla di nuovo da dire"; David Ehrlich di IndieWire gli ha dato come voto C–, definendolo un "sequel generico e divertente che corregge alcuni dei più grandi errori dell'originale, evidenziando anche alcuni dei suoi fascini più eccentrici"; Cary Darling del Houston Chronicle gli ha assegnato 1,5 stelle su 5, definendolo il peggior film del 2018.

## Riconoscimenti
- 2018 - Teen Choice Awards[22]
  - Candidatura per il miglior film d'azione
  - Candidatura per il miglior attore in un film d'azione a John Boyega
- 2018 - People's Choice Awards[23]
  - Candidatura per l'attore preferito dal pubblico a John Boyega

## Altri media
La serie animata in stile cartone animato giapponese Pacific Rim - La zona oscura (Pacific Rim: The Black), che espande la storia dei primi due film, è stata distribuita su Netflix dal 4 marzo 2021.

## Sequel
Nell'ottobre 2017, cinque mesi prima dell'uscita del film, DeKnight ha dichiarato: "Se un numero sufficiente di persone si presenterà a questo, abbiamo già parlato della trama del terzo film e di come la fine del terzo film espanderebbe l'universo in un [franchise o serie] in stile Star Wars/Star Trek in cui puoi andare in molti, molte direzioni diverse... Puoi andare nel canone principale, puoi andare negli spin-off, puoi andare in una tantum. Sì, questo è il piano". DeKnight ha anche parlato della possibilità di realizzare un crossover con il Monsterverse, poiché il co-sceneggiatore T.S. Nowlin è un membro della sua writers' room. A gennaio 2021, del Toro ha dichiarato di non essere al momento intenzionato a tornare per un terzo capitolo.